# Eduar Caicedo
Eduar Hernán Caicedo Solís (Puerto Concordia, Colombia, 23 de abril de 1995) es un futbolista colombiano que juega de defensa y actualmente es agente libre.

## Trayectoria
Desde julio del 2021 es jugador del equipo vinotinto y oro, con el equipo ha ganado la Superliga de Colombia 2022. Y fue subcampeón   en el 2021 frente al Deportivo Cali y campeón frente a Millonarios
En enero de 2023 llega como refuerzo al Deportivo Pasto para afrontar Apertura 2023-1 de la Liga Betplay Dimayor

## Clubes
| Club             | País     | Año       |
| ---------------- | -------- | --------- |
| Deportivo Cali   | Colombia | 2013-2014 |
| Cúcuta Deportivo | Colombia | 2014-2015 |
| Deportivo Cali   | Colombia | 2015-2016 |
| Cortuluá         | Colombia | 2016-2017 |
| Deportivo Cali   | Colombia | 2017-2019 |
| Fortaleza CEIF   | Colombia | 2019      |
| Deportivo Cali   | Colombia | 2020-2021 |
| Deportes Tolima  | Colombia | 2021-2022 |
| Deportivo Pasto  | Colombia | 2023-2024 |
| Deportes Quindío | Colombia | 2025      |

## Palmarés

### Campeonatos nacionales
| Título                | Club            | País     | Año  |
| --------------------- | --------------- | -------- | ---- |
| Superliga de Colombia | Deportivo Cali  | Colombia | 2014 |
| Superliga de Colombia | Deportes Tolima | Colombia | 2022 |